# 維爾德塞洛德山

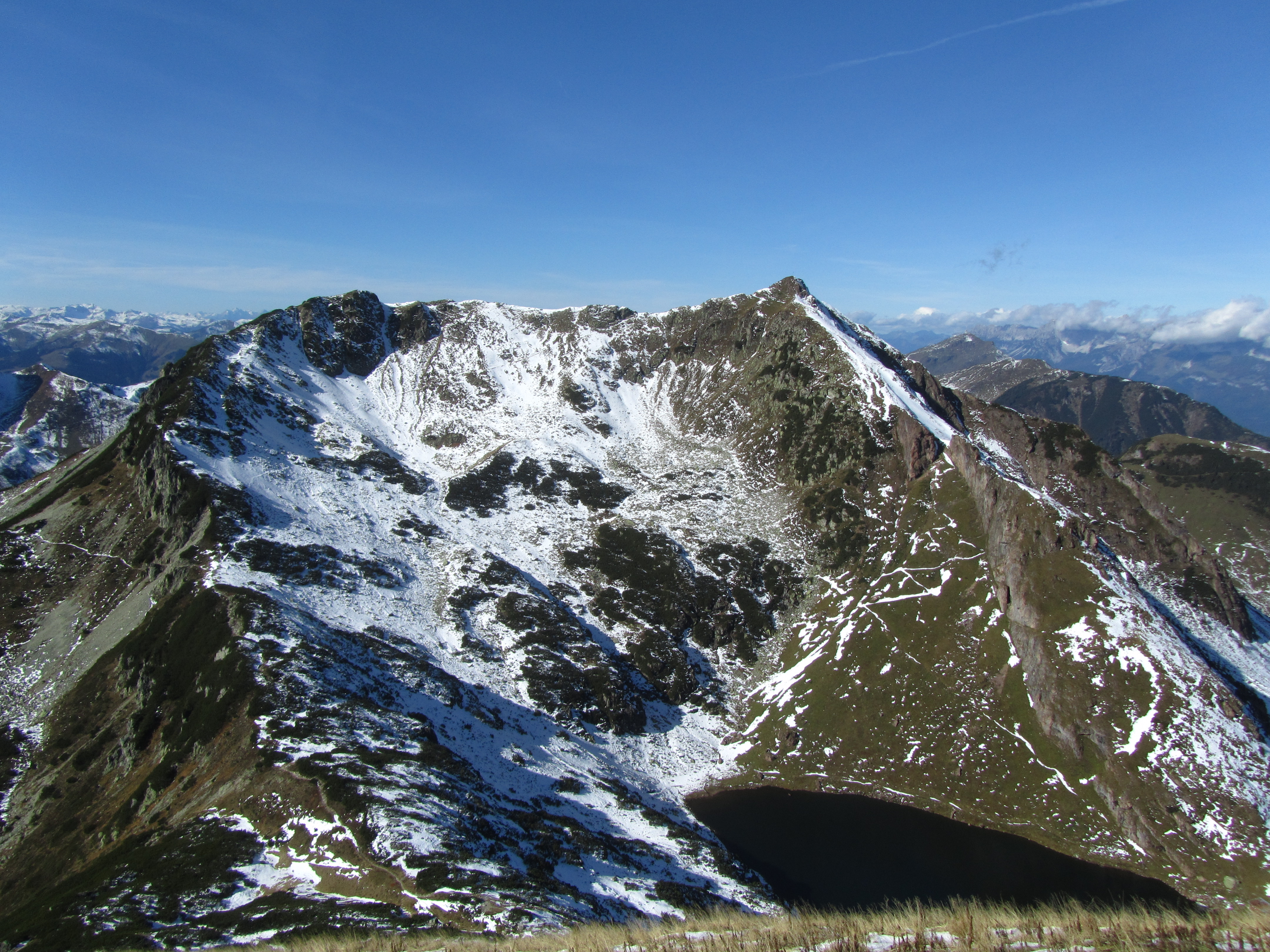

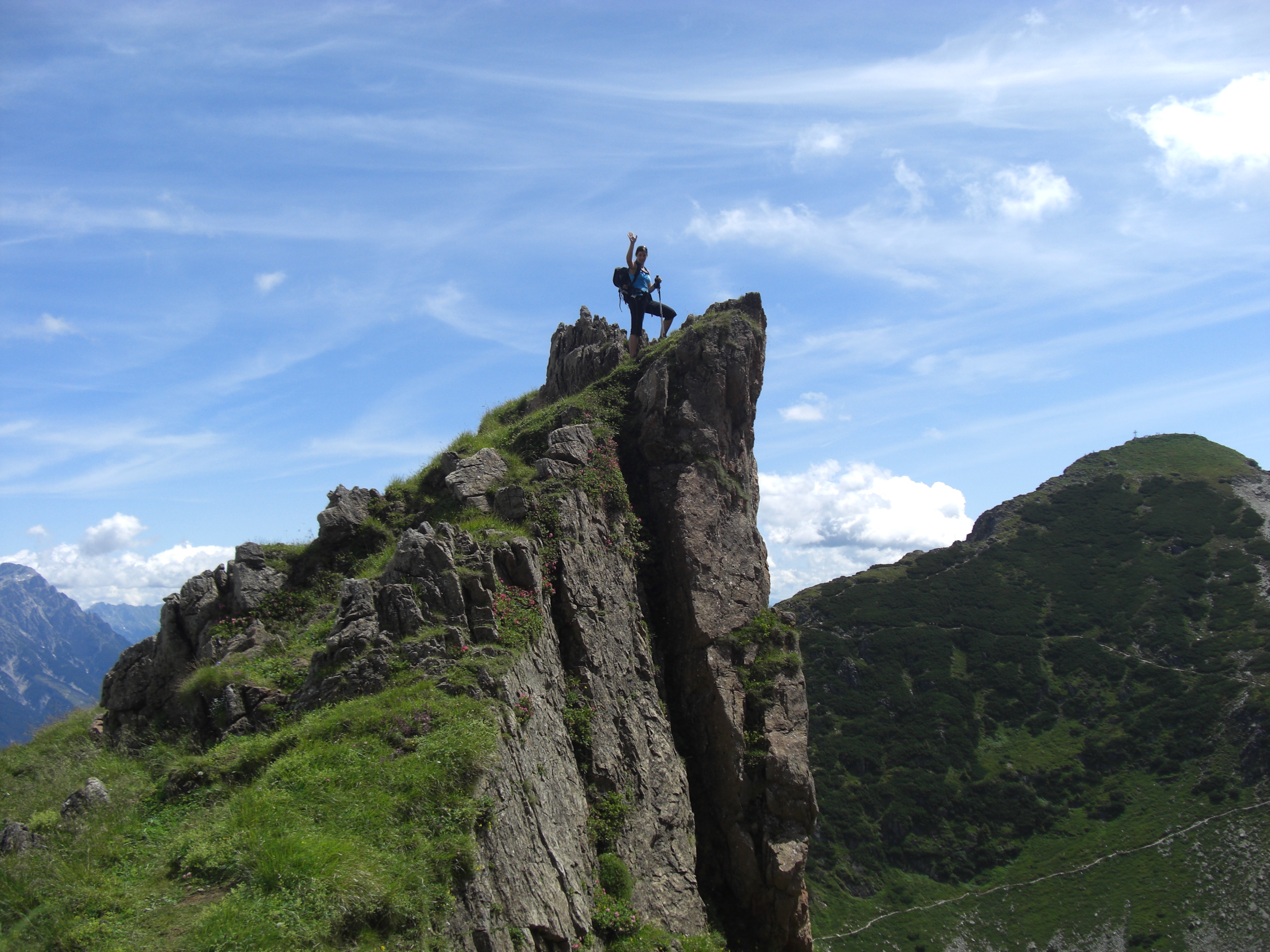

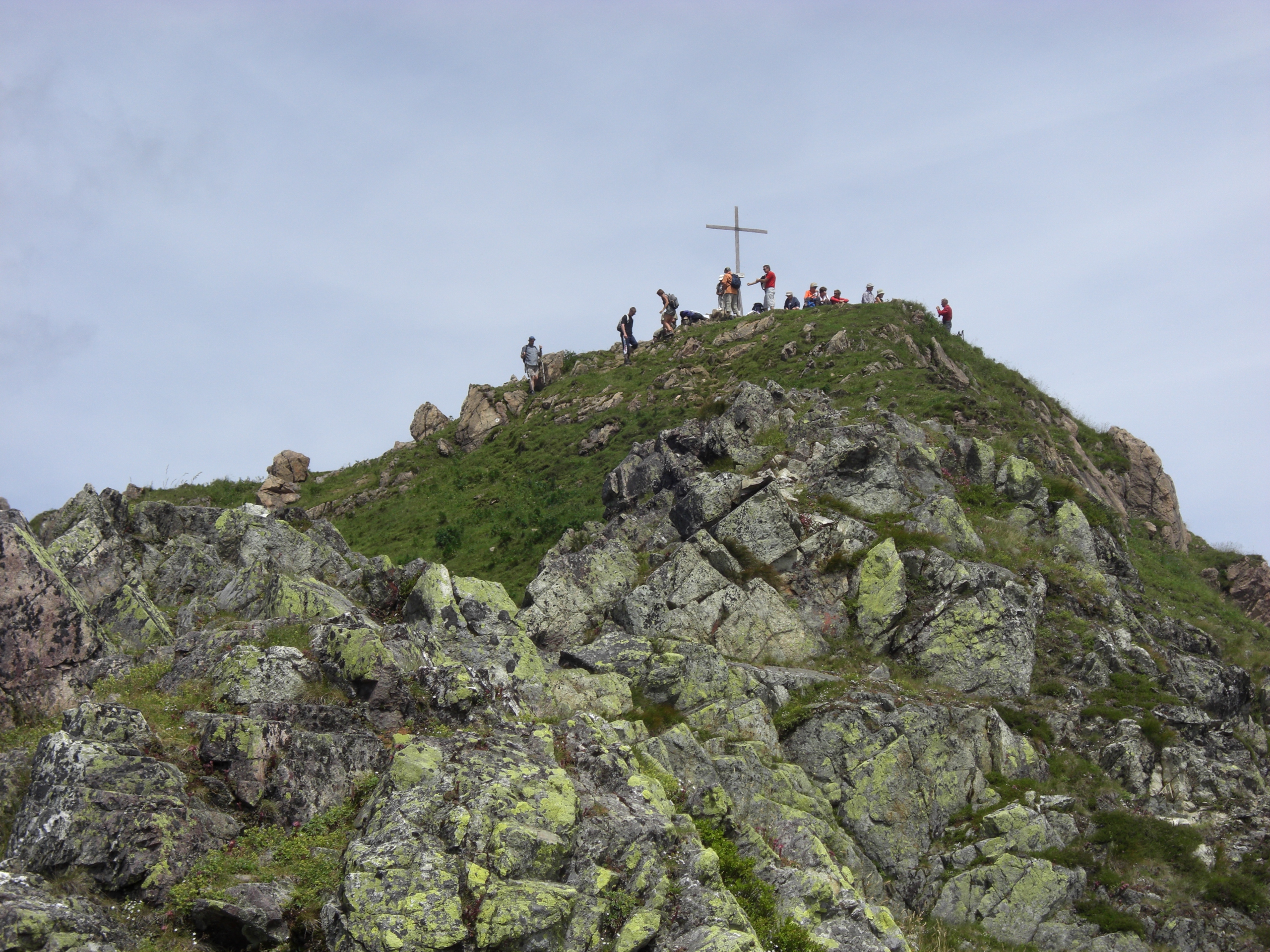

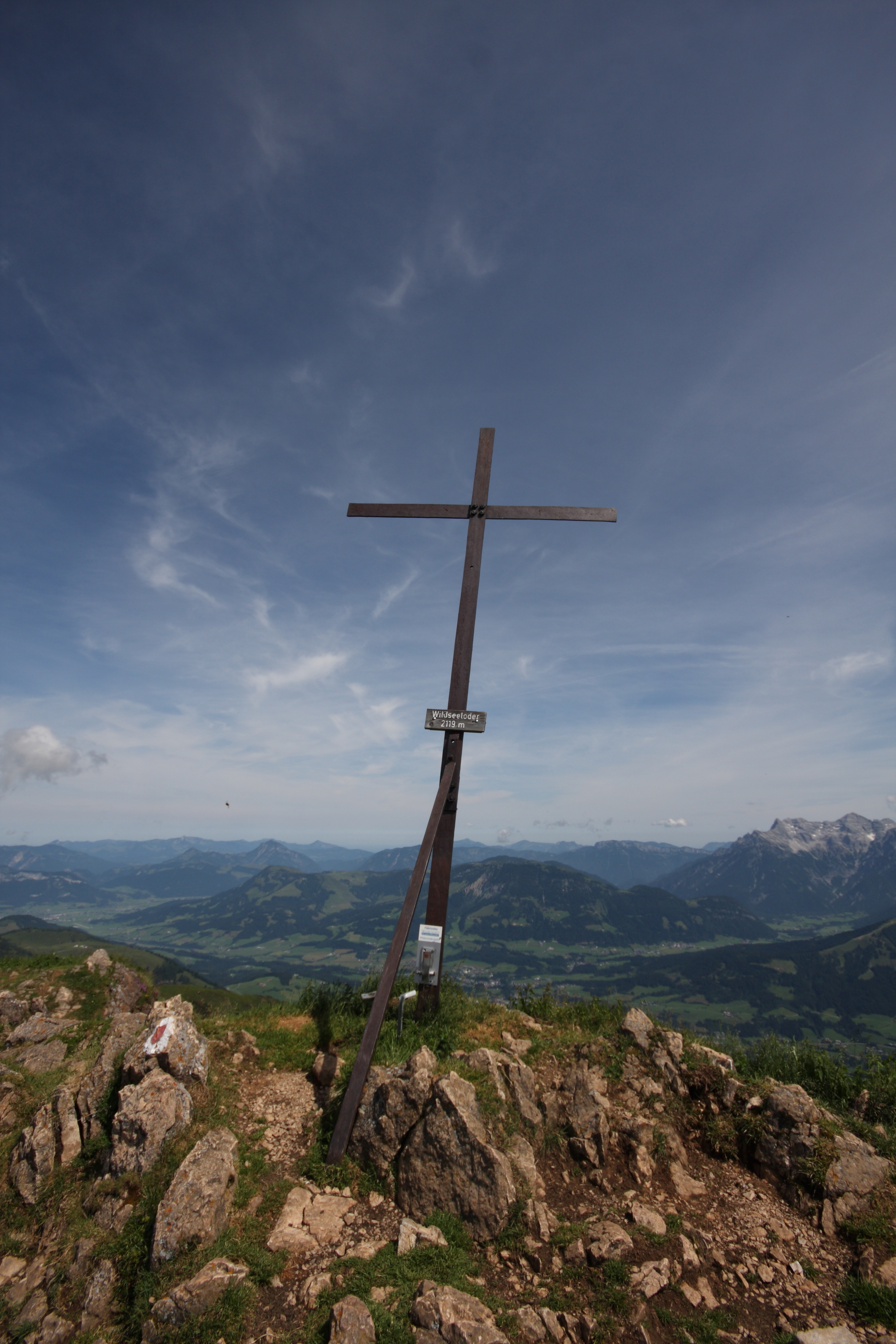

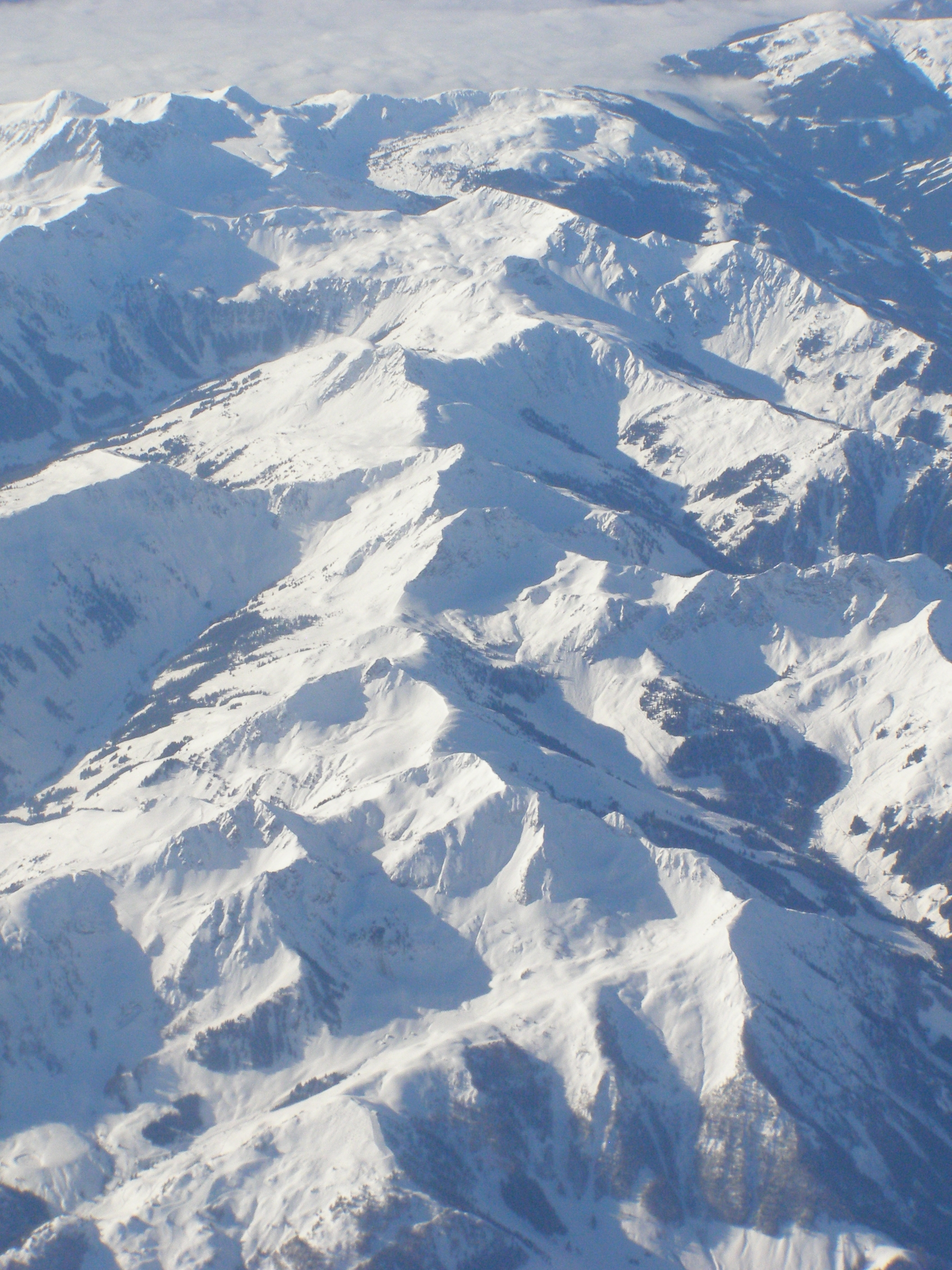

47°N 12°E / 47°N 12°E
維爾德塞洛德山（德語：Wildseeloder），是奧地利的山峰，位於該國西部，由蒂羅爾州負責管轄，屬於基茨比爾阿爾卑斯山脈的一部分，海拔高度2,119米，每年平均降雨量2,073毫米。